# 黄山伐
《黄山伐》（韓語：황산벌）是一部2003年的韩国戰爭喜剧电影，导演李濬益，重勳、鄭進永主演。讲述7世纪时唐朝出兵和新罗一起灭亡百济的故事。
本電影與其他韓國電影的不同之處是它的對白中含有韓國不同地域的方言（飾演百济国角色的說全罗道方言，新罗国角色的說庆尚道方言、忠清道方言，飾演高句丽国角色的說平安道方言）。

## 演员陣容
- 重勳 飾 阶伯
- 鄭進永 飾 金庾信
- 李文植 飾 百济士兵
- 金炳書
- 金允泰
- 李浩城 飾 金春秋
- 安内相 飾 金法敏
- 柳承秀 飾 金仁问
- 申正根 飾 金欽純
- 金陆龙 飾 唐高宗
- 高牧春（中國演員） 飾 蘇定方

### 特別出演
- 李原種 飾 渊盖苏文
- 吴知明 飾 义慈王
- 金宣兒 飾 阶伯妻
- 金勝友
- 申鉉濬